# Панург

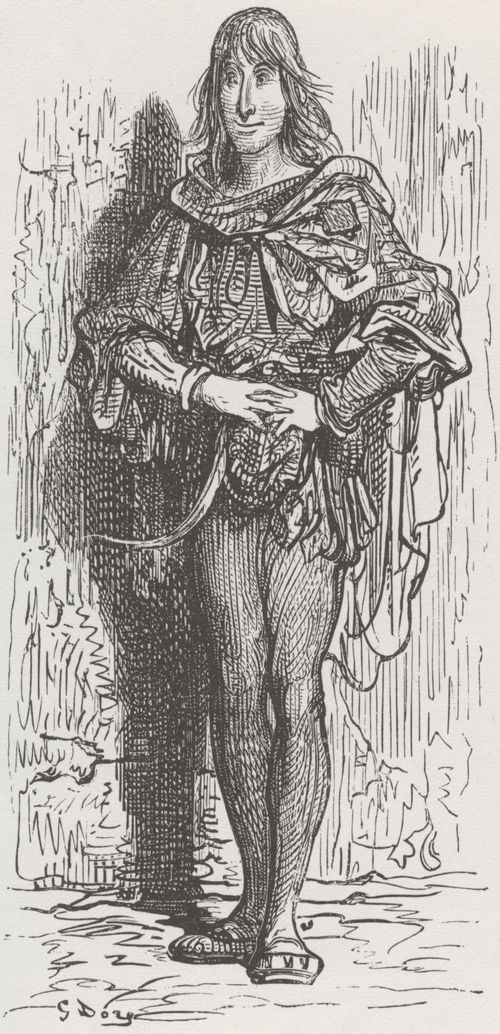

Пану́рґ — один з героїв сатиричного роману Франсуа Рабле «Ґарґантюа та Пантаґрюель».
Панурґ змальований дуже спритним пройдисвітом, який береться за різні затії, зокрема злочинні. Він хвалиться своєю хоробрістю, а при небезпеці перший тікає. Вирізняється цинізмом і безсоромністю, думає лише про своє благополуччя, веде безладне життя, позбавлений ідеальних чеснот, часом виявляє жорстокість. Але попри те, уособлює здоровий глузд, наділений гумором і сатиричною жилкою, майстерно помічає і висміює людські слабкості.
Фігурує у фразеологізмі «Панурґове стадо», що означає натовп, який бездумно слідує за своїм керівником. У розділі VIII Пантаґрюель і його супутники, включаючи Панурґа, мандрують морем і натрапляють на торгове судно. Між Панурґом і купцем Дідено спалахує суперечка через те, що купець висміяв вбрання Панурґа. Тоді Панурґ вирішує помститися, купивши в Дідено барана. Потім Панурґ викидає барана за борт і вся отара кидається слідом у воду.